# ユートースプリングスの戦い
ユートースプリングスの戦い（ユートースプリングスのたたかい、英:Battle of Eutaw Springs）は、アメリカ独立戦争の間の戦闘であり、両カロライナ州では最大のものとなった。

## 背景
1781年5月22日から6月18日、大陸軍のナサニエル・グリーン将軍はイギリス軍のサウスカロライナ州ナインティ・シックス砦にある強固な基地を包囲し、襲ったが撃退された。
アメリカ南部戦線 (アメリカ独立戦争)南部戦線におけるチャールズ・コーンウォリス卿のイギリス軍本隊の追跡は、ジョージ・ワシントン将軍の大陸軍とフランス軍に任せ、グリーン将軍の部隊はイギリス軍の守備隊やロイヤリストの部隊が州の大半を確保しているサウスカロライナ州に移動した。グリーンは4月25日にもホブカークスヒルの戦いで敗れ、イギリス軍の残り主力を捕まえ損ねたが（ナインティ・シックス砦）、これらの失敗にも拘らず、イギリス軍の立場は弱いものになり始めた。グリーンの追撃が失敗してもナインティ・シックス砦は放棄するしかなかった。イギリス軍は海岸に向けて撤退し、グリーン隊が後を追った。

## 戦闘
1781年9月8日、グリーン隊はおよそ2,200名の勢力であり、ユートースプリングスでイギリス軍アレクサンダー・スチュワート中佐の指揮する部隊の宿営地に出くわした。大陸軍は民兵隊を第1列に、ノースカロライナ、メリーランドおよびバージニアの正規軍を第2列に置いて、2列横隊を編成した。イギリス軍の銃剣突撃で大陸軍の第1列中央が破られた。この状況はノースカロライナ正規兵隊によって一時的に抑えられたが、この部隊もイギリス軍の突撃に破られることになった。しかし、バージニアとメリーランドの正規兵隊がその裂け目の穴埋めに送られて、イギリス軍の隊列を乱し交代させることに成功した。
大陸軍がイギリス軍宿営地に入ると、兵士達の大半は立ち止まってイギリス軍の物資を略奪し始めた。ここで立場が変わった。宿営地北東隅には強固なレンガ造りの家があり、ジョン・マジョリバンクス少佐が指揮するイギリス軍大隊が残って守っていた。この大隊はアメリカ軍騎兵隊を駆逐し、その後レンガ造りの家に引っ込んだ。この家を奪取する試みも失敗し、マジョリバンクスはイギリス軍の残り部隊に秩序を取り戻すことに成功した。マジョリバンクスはこの態勢を立て直した部隊で大陸軍を宿営地から追い出した。アメリカ軍の1個大隊が守備態勢を布き、イギリス軍の前進を遅らせ、アメリカ軍が崩壊することなく後退することを可能にした。

## 戦闘の後
イギリス軍がこの戦いで勝利したというのが初期歴史家の主張だったが、最近特に著名な者でクリスティーン・スウェージャーの著書『勇敢な人が死んだ：ユートースプリングスの戦い、1781年9月8日』で異議が唱えられるようになった。戦闘の終了時点でイギリス軍は戦場を保持したが、スチュワートは戦死85名、負傷351名、および恐らく不明者を420名ほども出したと報告した。大陸軍の損失は戦死139名、負傷375名、および不明41名だった。
どちらの軍が戦術的な勝利を挙げたかということに関係なく、グリーンの作戦による全体的な結果としては、イギリス軍が南部で征服していた大半の場所を放棄し、チャールストンとサバンナで孤立することになっていった。イギリス軍はロイヤリストの支援でアメリカ南部を平定しようとしていたが、これはヨークタウンでの降伏以前だとしても失敗に終わっていた。
後にユナイテッド・アイリッシュの反乱で有名になったエドワード・フィッツジェラルド卿がこの戦いでイギリス軍士官として従軍しており、重傷を負った。
サウスカロライナ州歌には「ユートーの戦場に向け」という節があり、この戦闘のことを言っている。